# Bemiddelingscommissie
De bemiddelingscommissies voor bijzondere jeugdbijstand (BC) traden in december 1991 in werking ten gevolge van het installeren van de Bijzondere jeugdbijstand in Vlaanderen. Hun hoofdopdracht bestond uit het bemiddelen tussen de betrokkenen indien de vrijwillige hulpverlening vanuit het Comité voor Bijzondere Jeugdzorg (CBJ) vastloopt. Sinds de inwerkingtreding van het nieuwe decreet Integrale jeugdhulp (in 2014), bestaan de Bemiddelingscommissies en de Comités voor Bijzondere Jeugdzorg niet meer.
Het was deel van het Agentschap Jongerenwelzijn binnen het Ministerie voor Welzijn, Volksgezondheid en Gezin van de Vlaamse overheid.

## Spreiding en samenstelling
Een bemiddelingscommissie (BC) is opgericht in elk gerechtelijk arrondissement. Ze bestaat uit 6 leden die benoemd worden door de Vlaamse regering voor een hernieuwbare termijn van vijf jaar.
- Leden van de BC moeten minstens 30 jaar oud zijn en bijzondere deskundigheid hebben verworven inzake problematische opvoedingssituaties.
- Jeugdrechters, parketmagistraten, onderzoeksrechters enz.. of beheerders en personeelsleden van erkende voorzieningen kunnen geen lid zijn van de BC.

Voor de uitvoering van zijn opdrachten heeft de BC een administratief secretariaat ter beschikking.

## Opdrachten
De bemiddelingscommissie kan gevraagd worden om te bemiddelen in volgende gevallen :
- Het Comité wijst hulpverlening af. Wanneer een hulpvraag wordt afgewezen door de sociale dienst voor bijzondere jeugdbijstand, dient het Bureau voor bijzondere jeudbijstand te beslissen of er al dan niet hulpverlening vanuit de Bijzondere jeugdbijstand zal worden op gang gebracht. Het bureau kan alsnog de hulpverlening laten opstarten, ofwel de beslissing volgen van de sociale dienst en dus verder niet ingaan op de hulpvraag.
- De betrokkenen gaan niet akkoord. Het Comité vindt hulpverlening in deze problematische opvoedingssituatie noodzakelijk, maar de ouders en/of de betrokken minderjarige wijzen de voorgestelde hulpverlening af, of gaan niet akkoord met de wijze waarop ze wordt ingevuld.
- Ouderlijke klacht. Bij klachten van ouders (bedoeld zijn hier in het algemeen personen die het ouderlijk gezag uitoefenen, pleegouders enz..), wanneer het wangedrag of de onbuigzaamheid van hun kind aanleiding geeft tot ernstige conflicten of het psycho-sociaal welzijn van leeftijdgenoten ernstige schade berokkent, wanneer alle pogingen tot conflictoplossing tot dusver mislukt zijn.
- Op vraag van het parket. Indien de parketmagistraat, belast met jeugdzaken, een vordering voor de jeugdrechter wil vermijden en kiest voor vrijwillige hulpverlening, kan hij deze vraag niet rechtstreeks stellen aan het Comité. Hij dient hiervoor een bemiddelingsverzoek te richten aan de bemiddelingscommissie.
- Bij bemiddelingsverzoeken van hulpverleners werkzaam in erkende voorzieningen.

Het bureau, de ouders, de minderjarige zelf, een vertrouwenspersoon, maar ook het parket en de erkende voorzieningen kunnen dus een beroep doen op de bemiddelingscommissie.

## Werkwijze
De persoon die een beroep wil doen op de bemiddelingscommissie kan dit schriftelijk of mondeling doen op het secretariaat van de bemiddelingscommissie of van het Comité.
De bemiddelingscommissie kan aan het Comité alle nodige informatie vragen. In het geval van een ouderlijke klacht (zie hoger) waarbij het Comité niet betrokken was, kan de bemiddelingscommissie om informatie vragen aan de sociale dienst. Ook aan andere deskundigen of aan erkende voorzieningen kan ze een verzoek tot informatie richten.

## Afhandeling
De bemiddelingscommissie moet trachten een minnelijke regeling te bereiken.
- Indien de bemiddelingscommissie erin slaagt een minnelijke regeling te bereiken, kan de zaak opnieuw toevertrouwd worden aan de vrijwillige hulpverlening.
- De bemiddelingscommissie kan ook beslissen de zaak uit handen te geven, indien er onvoldoende indicaties zijn om ze door te verwijzen naar de Jeugdrechtbank.
- In ernstigere gevallen kan de bemiddelingscommissie beslissen de zaak over te maken aan het Openbaar Ministerie. Dit kan ze doen indien een afdwingbare pedagogische maatregel noodzakelijk is en mits een gemotiveerd advies aan het Openbaar Ministerie.